# Marie-Émilie de Montanclos
Marie-Émilie Mayon, par son premier mariage baronne de Princen puis par le second de Montanclos (1736-1812) est une dramaturge française et directrice de journal.

## Biographie
Marie-Émilie Mayon naît à Aix-en-Provence en 1736. Succédant à Catherine de Maisonneuve en 1774, après une non-parution qui dura quatre années, elle dirige le Journal des dames dans lequel elle  fait paraître une version édulcorée d'un conte inédit de Voltaire, Le Crocheteur borgne. 
Elle épouse le baron de Princen, puis, en secondes noces, Charles de Montanclos. 
Elle meurt à Paris le 29 août 1812.

## Publications
- Alison et Silvain ou les Habitans de Vaucluse, opéra en un acte ; musique de Mengotzi. 13 prairial an VII (Barba, Paris 1803)
- La Bonne Maîtresse, comédie en 1 acte. Jeunes artistes de la rue de Bondi, 18 messidor an XI (Hugelet, Paris an XII)
- Ce qu'il faut pour plaire !, romance, paroles de Mme de Montanclos, musique de Mlle Dorothée Saint Amant (J. Frey, Paris)
- Le Choix des fées par l'Amour et l'Hymen, à la naissance de Monseigneur le Dauphin, comédie en 1 acte (Vve Duchesne, Paris 1782, lire en ligne)
- Le Fauteuil, comédie en un acte. Théâtre de Molière, 19 vendémiaire an VII (chez l'auteur, Paris 1798)
- Six Romances avec accompagnement de piano ou harpe mises en musique, réimpr. en recueil avec nouvelle pagination de romances parues dans un journal de musique sous les no 21, 15, 23, 22, 32, 24. ; P. et J. J. Le Duc, Paris 1809
- L'Inconstance et le Souvenir !, paroles de Mme de Montanclos, musique de Mlle Dorothée St Amant (J. Frey, Paris)
- Œuvres diverses de Madame de Montanclos, ci-devant Mme de Princen, en prose et en vers, Berry, Delalain, Maire et Mars, P. Barde, Paris, Lyon, Genève, 1792 (lire en ligne)
- Robert le Bossu ou les Trois Sœurs, vaudeville en 1 acte. Théâtre Montansier-Variétés, le 22 pluviôse an VII (chez l'auteur, Paris, lire en ligne)